# 飯田ふさ江

飯田ふさ江

飯田 ふさ江（いいだ ふさえ、1925年〈大正14年〉10月4日 - 没年不明）は日本の童謡歌手、女優。本名飯田房江。

## 来歴
1925年（大正14年）、東京市板橋区板橋町に生まれる。父は歌人の飯田莫哀。板橋第二小学校在学中に長谷基孝のもとで童謡を学び、コロムビア専属の童謡歌手となる。千代田高等女学校卒業後は宮川美子に師事、東洋音楽学校に入学するが太平洋戦争により音楽学校が閉鎖となったため1944年（昭和19年）東宝に参加、女優となる。1949年（昭和24年）ごろに第八軍法務部勤務の丸山晴次と結婚する。

## 代表曲
- ガタ馬車
- パパさんお出かけ
- 兵隊さんよ有難う（1939年）
- カナリア
- 赤とんぼ など[5]

## 出演映画
- 歌へ!太陽（1945年、東宝） - みどり[6]
- 東京五人男（1946年、東宝） - 配給所に勤める娘初江[7]